# Voleurs d'enfants
Voleurs d'enfants és una pel·lícula muda francesa dirigida per Louis Feuillade, produïda per Gaumont i estrenada el 12 d'abril de 1909. Té una durada d'uns 8 minuts.

## Repartiment
- Henri Duval
- Maurice Vinot
- Alice Tissot
- Renée Carl
- Christiane Mandelys